# Lydia Rosenfelder
Lydia Rosenfelder (* 1982 in Apolda als Lydia Harder) ist eine deutsche Journalistin.

## Leben
Rosenfelder wuchs in einer Pfarrersfamilie in Thüringen und Sachsen-Anhalt auf. Sie studierte Gesellschafts- und Wirtschaftskommunikation an der UdK Berlin. Ab 2005 arbeitete sie als Autorin für das Nachrichtenportal des Bundestags. Sie schrieb als Autorin und später als Redakteurin im Politikteil der Frankfurter Allgemeinen Sonntagszeitung und im Hauptstadtbüro des Spiegel. Als Autorin arbeitete sie ab Anfang März 2017 für die im Axel Springer Mediahouse veröffentlichte Zeitschrift Die Dame, eine Neuauflage der früheren Ullstein-Zeitschrift Die Dame. Im März 2021 wurde sie leitende Redakteurin im Ressort Politik/Wirtschaft von Bild. Sie war mehrfach bei Bild TV in der Sendung Bild Live zu sehen. Rosenfelder lebt mit ihrem Mann, dem Journalisten Andreas Rosenfelder, in Berlin.

## Rechtsstreit mit dem Bundesverfassungsgericht 2021
Nachdem sich Richter des Bundesverfassungsgerichts am 30. Juni 2021 zu einem gemeinsamen Abendessen mit Bundeskanzlerin Angela Merkel und einigen Bundesministern getroffen hatten, recherchierte Rosenfelder Details. Das BVerfG wies ihre Nachfrage wiederholt mit einer Standardantwort ab: „Ich verweise auf die bisherige Korrespondenz.“ Rosenfelder klagte daraufhin gegen das Verfassungsgericht beim Verwaltungsgericht Karlsruhe, das ihr das Recht auf Beantwortung der Fragen zugestand und die Öffentlichkeitsarbeit des BVerfG kritisierte. Da einige von Rosenfelders Fragen vom Verwaltungsgericht als zu unpräzise eingeschätzt wurden, musste sie ein Drittel der Verfahrenskosten tragen.